# 제2회 들꽃영화상
제2회 들꽃영화상은 2015년 4월 6일에 열린 시상식이다.

## 수상 및 후보

### 대상
- 한공주 - 이수진 수상

### 극영화 감독상
- 자유의 언덕 - 홍상수 수상
- 족구왕 - 우문기
- 야간비행 - 이송희일
- 한공주 - 이수진
- 10분 - 이용승
- 경주 - 장률
- 도희야 - 정주리

### 다큐멘터리 감독상
- 만신 - 박찬경 수상
- 철의 꿈 - 박경근
- 마이 플레이스 - 박문칠
- 다이빙벨 - 이상호 외1명
- 목숨 - 이창재
- 논픽션 다이어리 - 정윤석
- 아버지의 이메일 - 홍재희

### 극영화 신인감독상
- 10분 - 이용승 수상
- 만신 - 박찬경
- 족구왕 - 우문기
- 한공주 - 이수진
- 도희야 - 정주리

### 남우주연상
- 족구왕 - 안재홍 수상
- 경주 - 박해일
- 도희야 - 송새벽
- 만찬 - 정의갑
- 자유의 언덕 - 카세 료

### 여우주연상
- 한공주 - 천우희 수상
- 도희야 - 김새론
- 자유의 언덕 - 문소리
- 도희야 - 배두나
- 경주 - 신민아

### 시나리오상
- 도희야 - 정주리 수상
- 족구왕 - 김태곤
- 10분 - 김다현
- 한공주 - 이수진
- 자유의 언덕 - 홍상수

### 촬영상
- 철의 꿈 - 박경근 수상
- 철의 꿈 - 김정현 수상
- 도희야 - 김현석
- 경주 - 조영직
- 만신 - 지윤정 외2명
- 한공주 - 홍재식

### 신인여우상
- 신촌좀비만화 - 김수안 수상
- 셔틀콕 - 공예지
- 마녀 - 박주희
- 봄 - 이유영
- 족구왕 - 황승언

### 신인남우상
- 거인 - 최우식 수상
- 야간비행 - 곽시양
- 10분 - 백종환
- 들개 - 변요한
- 야간비행 - 이재준

### 공로상
- 정상진 수상

### 심사위원 특별상
- 경주 - 신민아 수상